# Disophrys mitra
Disophrys mitra är en stekelart som beskrevs av Günther Enderlein 1920. Disophrys mitra ingår i släktet Disophrys och familjen bracksteklar. Inga underarter finns listade i Catalogue of Life.